# Bonzée
Bonzée – miejscowość i gmina we Francji, w regionie Grand Est, w departamencie Moza.
Według danych na rok 1990 gminę zamieszkiwało 328 osób, a gęstość zaludnienia wynosiła 16 osób/km² (wśród 2335 gmin Lotaryngii Bonzée plasuje się na 725. miejscu pod względem liczby ludności, natomiast pod względem powierzchni na miejscu 162.).